# كاي أراكي
كاي أراكي (荒木香衣 أراكي كاي) هي مؤدية أصوات يابانية ولدت في 6 نوفمبر في محافظة أوساكا.

## أدوارها في الأنمي

### مسلسلات أنمي تلفزيونية
- فوشيغي يوغي - مياكا يوكي
- أبطال الديجيتال الجزء الأول - هند
- أبطال الديجيتال الجزء الثاني - هند
- سيلور مون - تشيبيوسا/سيلور تشيبي مون, أوساغي تسوكينو/سيلور مون (في غياب كوتونو ميتسويشي)
- التقرير المتنقل الجديد جاندام وينج - هيلدي شفايكر
- جلجامش - ريكو يوكي
- روميو x جولييت - والدة هيرمايني
- بوكيمون - سابرينا
- رازيفون - كاثي مكماهون
- البدلة المتنقلة فيكتوري جاندام - بيجي لي
- المحقق كونان - ماساكو (المتحري الشهير الذي تقلص)

## أدوارها في ألعاب الفيديو
- تيلز أوف ذا تمبست - أريا إكبرغ

## وصلات خارجية
- كاي أراكي على موقع IMDb (الإنجليزية)
- كاي أراكي على موقع ميوزك برينز (الإنجليزية)
- كاي أراكي على موقع قاعدة بيانات الفيلم (الإنجليزية)
- كاي أراكي على موقع ANN person (الإنجليزية)